# كرايغ جيلمور
كرايغ جيلمور (بالإنجليزية: Craig Gilmore)‏ هو ممثل أمريكي، ولد في 1968.

## وصلات خارجية
- كرايغ جيلمور على موقع IMDb (الإنجليزية)
- كرايغ جيلمور على موقع أول موفي (الإنجليزية)
- كرايغ جيلمور على موقع قاعدة بيانات الفيلم (الإنجليزية)